# Amílcar Rivera
Amilcar Rivera Estévez (Escuintla, 20 de marzo de 1974) es un político guatemalteco, exalcalde del municipio de Mixco del departamento de Guatemala, electo por el Partido de Avanzada Nacional (PAN) (2004-2008) y Partido Patriota (2008-2012). Presentando su renuncia al Partido Patriota en el 2008, para luego fundar el Partido Victoria.

## Biografía
Amilcar Rivera nació en Escuintla en 1974. Hijo de Abraham Rivera Sagastume, exacalde de mixco (1996-2000), y hermano de Abraham Rivera, alcalde actual de Escuintla, Juan Carlos y Manuel Rivera. Quienes han estado activos en la política guatemalteca.

### Educación
Amilcar Rivera cuenta con los siguientes estudios:
- Licenciado en Informática
- Magister Scientiae en Administración Pública
- Postgrado en administración financiera

También ha ejercido como catedrático en el ambiente universitario en diversas universidades en Guatemala.

## Alcaldía de Mixco (2004-2012)
El gobierno de Amilcar Rivera durante la alcaldía de Mixco (2004-2012) se enfocó en la provención de recursos básicos a los vecinos, programas de desarrollo social, mejora de la infraestructura-vial y diferentes estrategias de seguridad.

### Agua Potable
En el año 2004 alrededor del 85% de la población de Mixco, sufrían escasez o no contaban con servicio de agua entubada hacia sus hogares; ocasionando que compraran agua por tonel a camiones cisternas. Durante su administración se perforaron y pusieron en funcionamiento 60 pozos de agua potable, se construyeron tanques elevados, tanques, semi-enterrados y se introdujo más de 130km lineales de tubería de agua potable. Con esta hazaña se logró que el 98% de los vecinos de Mixco recibieran la cantidad de agua entubada a sus hogares necesaria para sus haceres cotidianos.

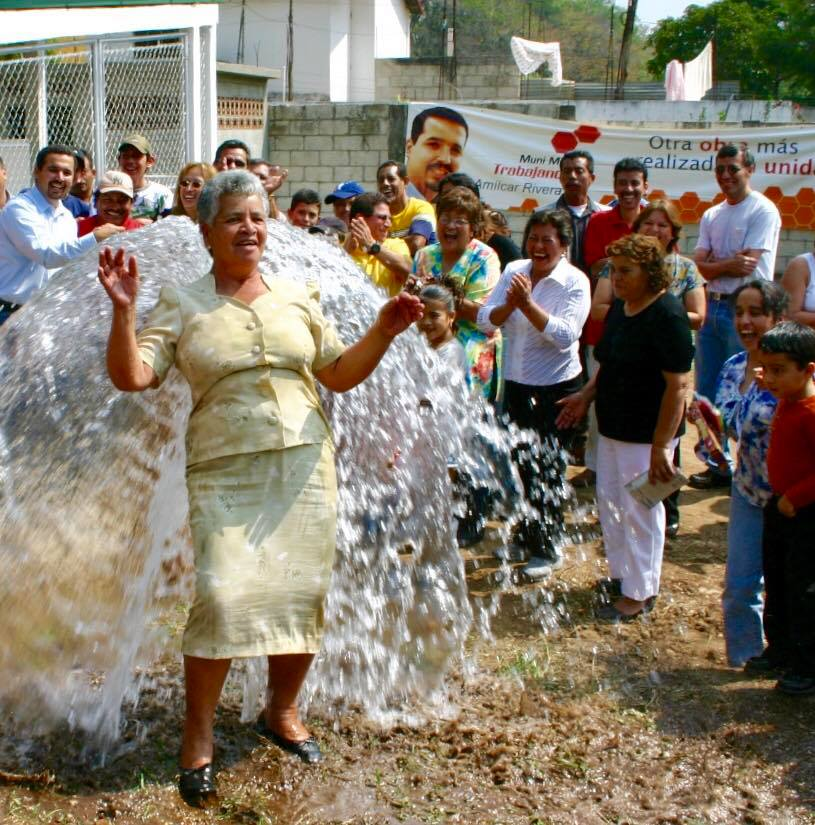
Amilcar Rivera (ubicado en la esquina superior izquierda) en la inauguración de un pozo de agua durante su administración municipal

### Infraestructura-Vial
Durante su administración se construyeron las siguientes obras:
- Paso a desnivel La Comunidad - las Charcas.
- Construcción de Paso a desnivel Ciudad San Cristóbal - Ruta Interamericana.
- Paso a desnivel 39 avenida Calzada Roosevelt.
- Paso a desnivel 37 avenida Calzada Roosevelt.
- Carretera Interconexión Naranjo-Minervas.
- Más de 140km lineales de calles nuevas y recapeadas.
- Más de 100km lineales de drenajes pluviales y de aguas negras.[9] El paso a desnivel Ciudad San Cristóbal - Ruta Interamericana, se concluyó en el año 2007, fue gestionado y construido, pensando en la urgente necesidad de viabilizar el tránsito  de occidente, San Lucas, Chimaltenango, Ciudad San Cristóbal y Mixco.

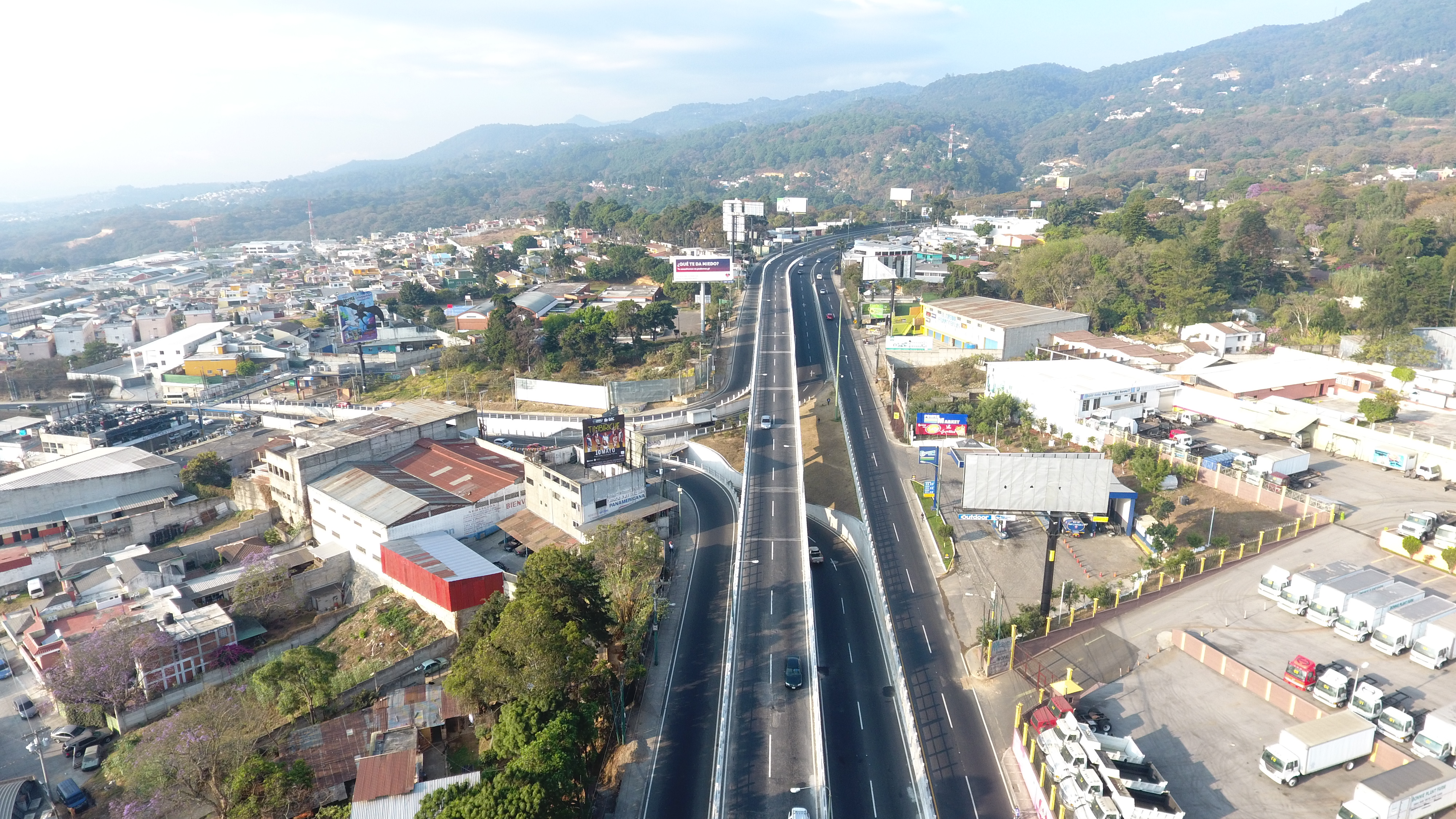
El paso a desnivel Ciudad San Cristóbal - Ruta Interamericana, se concluyó en el año 2007, fue gestionado y construido, pensando en la urgente necesidad de viabilizar el tránsito de occidente, San Lucas, Chimaltenango, Ciudad San Cristóbal y Mixco.

## Fundación del Partido Victoria
En junio de 2008 Amilcar Rivera, Edgar Abraham Rivera Sagastume y Edgar Abraham Rivera Estévez renunciarón a la bancada del Partido Patriota, ya que el PP se convirtió en una organización  asociada a fraude y corrupción. Por lo que, en el julio de 2008 se planteó un proyecto. Donde se buscaba crear una organización donde ninguna persona debe quedar excluido, siendo el único requisito de tener una visión amplia y equilibrada, para proponer y crear soluciones a los problemas que aquejan a la nación, de manera que sean beneficiados todos los sectores sociales, económicos y políticos del país. Luego de una lucha con mucho esfuerzo e injusticas, el Partido Victoria fue inscrito el 25 de noviembre del 2010; contando con un total de 22,198 afiliados al 20 de junio del 2011.
Posteriormente, Amilcar Rivera se postuló como candidato a la alcaldía de Mixco para las elecciones generales de 2011 y las elecciones de septiembre de 2015.
En ambas ocasiones ya no logró la reelección para un tercer periodo como alcalde de Mixco.

## Candidatura presidencial
Rivera fue postulado como candidato presidencial en las elecciones generales de 2019, junto a Erico Can Saquic como candidato a la vicepresidencia. Obtuvieron el 2.54% de los votos.